# We Found Love
We Found Love ist ein Lied der aus Barbados stammenden Contemporary-R&B-Sängerin Rihanna und des britischen DJs und Musikproduzenten Calvin Harris. Das Lied ist die erste Single aus Rihannas sechstem Studioalbum Talk That Talk. Es wurde am 22. September 2011 das erste Mal an die US-amerikanischen und britischen Radios gesendet. Am selben Tag wurde das Lied ebenfalls via iTunes in Australien, Frankreich, Italien und den Vereinigten Staaten veröffentlicht.

## Hintergrund
Im Sommer 2011 wurde verkündet, dass Rihanna im Herbst 2011 ihr sechstes Album veröffentlichen wird. Danach gab es viele Spekulationen über mögliche Lieder auf dem Album. Im September wurde bekannt gegeben, dass der britische Musikproduzent Calvin Harris einen der Songs produziert hat. Der Titel des Songs wurde wenig später bekanntgegeben und als erste Single des sechsten Albums angekündigt. Am 21. September startete die Rihanna-Unlocked-Aktion auf Rihannas offizieller Facebook-Seite, in der man verschiedene Stufen freischalten konnte. Diese Stufen enthüllten unter anderem die ersten Textzeilen und das neue „R“-Logo.

## Musikvideo
Das Musikvideo zu „We Found Love“ zeigt, wie sich Rihanna aus einer Drogenbeziehung befreit. Ihren Partner spielt dabei der britische Boxer Dudley O’Shaughnessy. Zu Beginn gibt es zahlreiche Kussszenen und beide amüsieren sich in einer Skateanlage und einem Fastfood-Restaurant. Im Laufe des Liedes schwingt die Stimmung aber um; das Paar konsumiert Drogen in hohem Maße und führen ein ganz und gar ausschweifendes Leben, woran die Liebe zerbricht. Rihanna verlässt darauf ihren Partner.
Ein Teil des Videos wurde am 26. September 2011 im nordirischen Bangor gedreht. Das Video wurde in einem Feld in der nordirischen Grafschaft County Down gedreht, bevor Rihanna mit dem europäischen Teil ihrer Loud Tour begann. Während der Dreharbeiten wurde die BBC informiert, dass das Gebiet rund um das Drehset überfüllt wäre, da viele Anwohner zum Drehort kamen, um einen Blick auf die Sängerin zu bekommen. Noch am selben Tag sind Bilder von Rihanna ins Internet durchgesickert, auf denen Rihanna ein rotes Bandanatop, ein langes Flanellhemd und eine Boyfriendjeans trägt. In anderen Szenen trägt sie einen Bikini im Muster der US-amerikanischen Flagge, eine Jeans-Weste und zerrissenen Jeanshosen. Rap-Up berichtete, dass das Video an die erste Single des vorherigen Albums, Loud, Only Girl (In the World), erinnert, das auch an einem ähnlichen Set gedreht wurde.
Das Video geriet vor allem bei Anti-Vergewaltigungs- und Kirchenorganisationen in die Kritik. Eileen Kelly von der Organisation Rape Crisis Centre bezeichnete das Video als eine "Schande" und befand "es sende die Nachricht, dass sie [Rihanna] ein zu begehrendes Objekt, besessen von einem störenden Mann, sei".
Bei den Grammy Awards 2013 wurde We Found Love in der Kategorie Best Music Video ausgezeichnet.

## Kommerzieller Erfolg

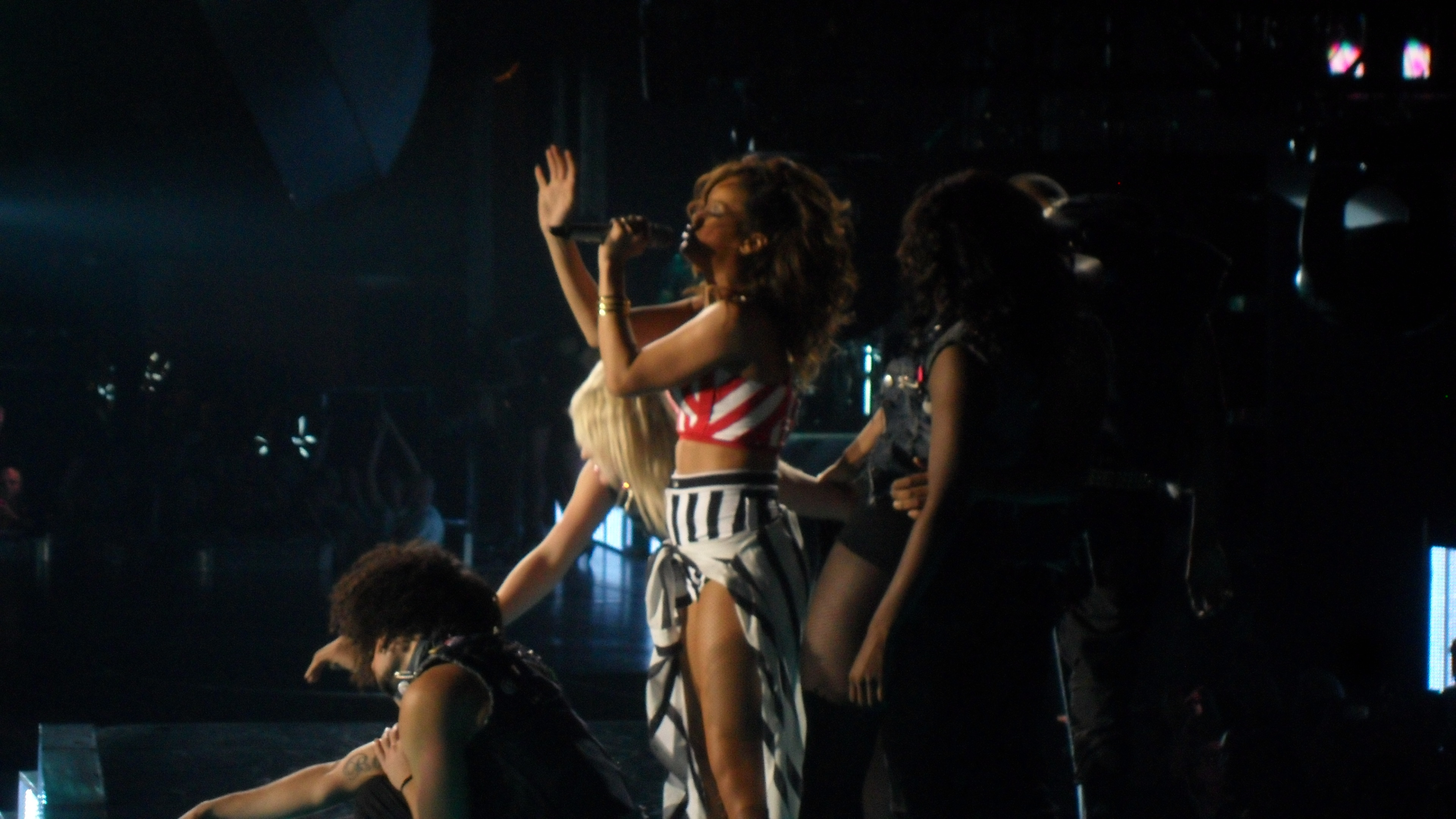
Rihanna singt We Found Love auf ihrer „Loud Tour“ (2011).

In den US-amerikanischen Billboard Hot 100 debütierte das Lied am 29. September 2011 auf Platz 16. Rihannas zweithöchster Charteinstieg in den USA nach ihrer Single mit Rapper Eminem Love the Way You Lie. Es macht sie zur Interpretin, die am schnellsten 20 Top-10-Hits erreichte. In Deutschland stieg der Song am 28. Oktober 2011 direkt auf Platz eins der deutschen Singlecharts ein. Somit ist es nach Umbrella, Don’t Stop the Music, Love the Way You Lie und Diamonds ihr fünfter Nummer-eins-Hit in Deutschland. In den deutschen Airplaycharts erreichte die Single ebenfalls für drei Wochen die Spitzenposition. Am 3. November erreichte „We Found Love“ Platz 1 in den USA und wurde somit zu Rihannas 11. Nummer-eins-Hit in den Staaten. Als am 1. Dezember 2012 die erste Single Diamonds ihres siebten Albums Unapologetic Platz 1 erreichte, wurde es ihr 13. Nummer-eins-Hit in den USA. Somit steht sie unter den weiblichen Künstlerinnen auf Platz 2 mit den meisten Nummer-eins-Hits. Nur Mariah Carey hat mit 18 Nummer-eins-Hits mehr.

### Chartplatzierungen
| ChartsChartplatzierungen       | Höchstplatzierung | Wochen |
| ------------------------------ | ----------------- | ------ |
| Deutschland (GfK)              | 1 (24 Wo.)        | 24     |
| Österreich (Ö3)                | 2 (23 Wo.)        | 23     |
| Schweiz (IFPI)                 | 1 (34 Wo.)        | 34     |
| Vereinigte Staaten (Billboard) | 1 (42 Wo.)        | 42     |
| Vereinigtes Königreich (OCC)   | 1 (63 Wo.)        | 63     |

| ChartsJahrescharts (2011)      | Platzierung |
| ------------------------------ | ----------- |
| Deutschland (GfK)              | 13          |
| Österreich (Ö3)                | 30          |
| Schweiz (IFPI)                 | 13          |
| Vereinigte Staaten (Billboard) | 69          |
| Vereinigtes Königreich (OCC)   | 5           |

| ChartsJahrescharts (2012)      | Platzierung |
| ------------------------------ | ----------- |
| Deutschland (GfK)              | 82          |
| Schweiz (IFPI)                 | 47          |
| Vereinigte Staaten (Billboard) | 8           |
| Vereinigtes Königreich (OCC)   | 56          |

| ChartsJahrescharts (2010–2019) | Platzierung |
| ------------------------------ | ----------- |
| Vereinigte Staaten (Billboard) | 6           |
| Vereinigtes Königreich (OCC)   | 43          |

### Auszeichnungen für Musikverkäufe
| Land/Region                  | Auszeichnungen für Musikverkäufe (Land/Region, Auszeichnung, Verkäufe) | Verkäufe   |
| ---------------------------- | ---------------------------------------------------------------------- | ---------- |
| Australien (ARIA)            | 8× Platin                                                              | 560.000    |
| Belgien (BRMA)               | Platin                                                                 | 30.000     |
| Brasilien (PMB)              | 14× Diamant                                                            | 3.500.000  |
| Dänemark (IFPI)              | 3× Platin                                                              | 270.000    |
| Deutschland (BVMI)           | 3× Platin                                                              | 900.000    |
| Frankreich (SNEP)            | —                                                                      | 230.000    |
| Griechenland (IFPI)          | Gold                                                                   | 10.000     |
| Italien (FIMI)               | 3× Platin                                                              | 90.000     |
| Japan (RIAJ)                 | Platin                                                                 | 250.000    |
| Neuseeland (RMNZ)            | 7× Platin                                                              | 210.000    |
| Portugal (AFP)               | 2× Platin                                                              | 20.000     |
| Schweden (IFPI)              | 6× Platin                                                              | 240.000    |
| Schweiz (IFPI)               | 2× Platin                                                              | 60.000     |
| Spanien (Promusicae)         | 3× Platin                                                              | 180.000    |
| Vereinigte Staaten (RIAA)    | 11× Platin                                                             | 11.000.000 |
| Vereinigtes Königreich (BPI) | 5× Platin                                                              | 3.000.000  |
| Insgesamt                    | 1× Gold · 45× Platin · 15× Diamant ·                                   | 20.550.000 |

Hauptartikel: Rihanna/Auszeichnungen für Musikverkäufe